# Claude
Claude («Клод») — семейство больших языковых моделей (LLM), разработанных компанией Anthropic. Модель была впервые публично представлена в марте 2023 года.

## История
Первая версия Claude была выпущена в марте 2023 года.
В июле 2023 года была представлена обновлённая версия Claude 2, отличающаяся улучшенными возможностями в математике, программировании и анализе.
В марте 2024 года компания Anthropic представила семейство моделей Claude 3, включающее три версии:
- Claude 3 Haiku — быстрая модель для повседневных задач
- Claude 3 Sonnet — универсальная модель среднего размера
- Claude 3 Opus — наиболее мощная модель для сложных задач

В феврале 2025 года Anthropic выпустила первую «гибридную» модель, объединяющую генеративную и рассуждающую функции — Claude 3.7.
В мае 2025 года Anthropic представила две новые усовершенствованные модели — Claude Opus 4 и Claude Sonnet 4. Обе модели были разработаны для решения задач программирования. Они имеют гибридную структуру и могут не только давать мгновенные ответы, но и решать более сложные проблемы путем глубокого размышления. При включенном режиме рассуждений моделям требуется больше времени. Флагманская модель Opus 4 стала самой мощной в линейке, а также получила способность работать автономно до семи часов.
Версия Sonnet 4, ориентированная на общие задачи, пришла на смену выпущенной ранее версии Sonnet 3.7. Как подчёркивают в компании, новая модель отличается более точными ответами и улучшенными навыками логического мышления и написания кода. Opus 4 и Sonnet 4, в отличие от предыдущих моделей, стали на 65 % менее склонны к использованию «лазеек» и упрощённых путей при выполнении заданий. Кроме того, они лучше сохраняют важную информацию при работе над долгосрочными задачами, особенно при наличии доступа к локальным файлам пользователя.

## Технические особенности
Claude основан на архитектуре трансформера. При обучении модели использовалась методология Constitutional AI, направленная на создание безопасных и этичных систем ИИ Методология, описанная в статье «Constitutional AI: Безопасность на основе обратной связи от ИИ», включала две фазы: обучение с учителем и обучение с подкреплением.

### Возможности
Модель способна:
- Обрабатывать и анализировать текст на различных языках
- Писать и анализировать программный код
- Работать с изображениями (начиная с версии Claude 3)
- Решать математические задачи
- Создавать и редактировать тексты различных жанров
- Проводить глубокое исследование информации (функция Research)[13]
- Подключаться к инструментам Google Workspace (Gmail, Google Календарь и Google Документы)[13]